# Adieu, plancher des vaches !
Pour plus de détails, voir Fiche technique et Distribution.
Adieu, plancher des vaches ! est un film français réalisé par Otar Iosseliani, sorti en 1999,,,.

## Synopsis
Nicolas, issu d'une famille aisée, travaille dans la ville voisine mais dans un monde bien différent du sien : il est laveur de carreaux et plongeur dans un bistrot.

## Fiche technique
- Titre : Adieu, plancher des vaches !
- Réalisation : Otar Iosseliani
- Assistant réalisateur : Gilles Bannier
- Scénario : Otar Iosseliani
- Production : Martine Marignac, Enzo Porcelli, Theres Scherer, Maurice Tinchant
- Musique : Nicolas Zourabichvili
- Photographie : William Lubtchansky
- Montage : Otar Iosseliani et Ewa Lenkiewicz
- Pays de production :  France
- Format : couleurs - 1,85:1
- Genre : comédie dramatique
- Durée : 118 minutes
- Date de sortie : 1999

## Distribution
- Nico Tarielashvili : Fils
- Lily Lavina : Mère
- Philippe Bas : Motard
- Stephanie Hainque : Fille au bar
- Mirabelle Kirkland : Bonne
- Christina Vollmer : Femme dépressive
- Amiran Amiranashvili : Clochard
- Joachim Salinger : Mendiant
- Otar Iosseliani : Père
- Eva Ionesco : Prostituée
- Roger Lefebvre : Vétérinaire
- Mathieu Amalric : un buveur au bar
- Mathieu Demy : (voix)

## Distinctions
- Prix Louis-Delluc 1999.